# Karlaplansstudion

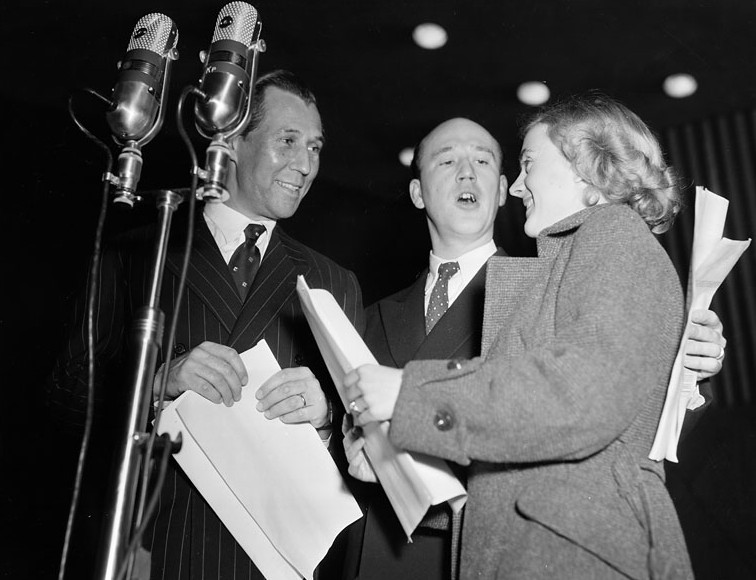
Radioprogrammet Karusellen i studion 1951, fr. v. Georg Rydeberg, Lennart Hyland och Maj Nordvander.

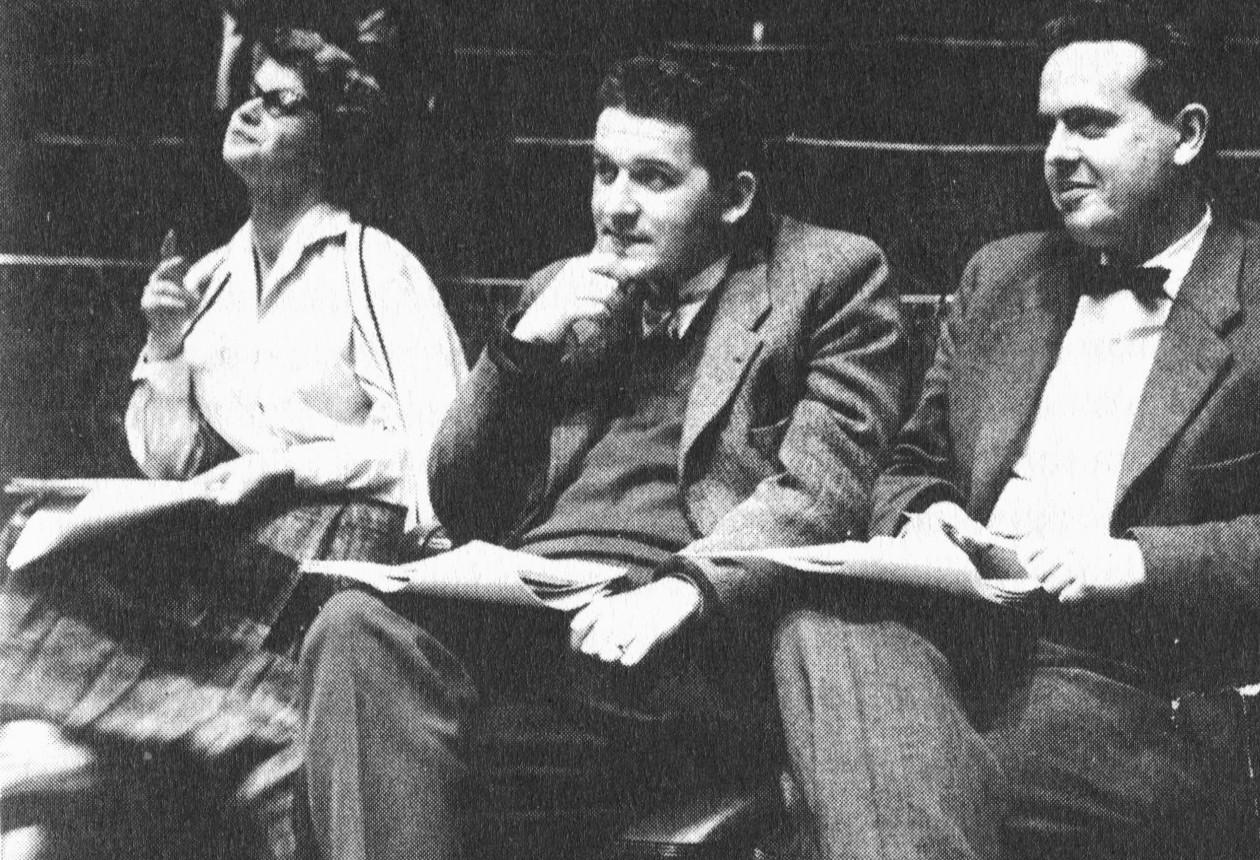
Mona Haskel, Hans Alfredson och Jörgen Cederberg i Karlaplansstudion.

Karlaplansstudion var en inspelningsstudio som AB Radiotjänst hade vid Karlaplan 4 på Östermalm i Stockholm. Sedan 1971 finns Maximteatern i lokalerna.

## Historik
Byggnaden uppfördes åren 1945 till 1946 efter ritningar av arkitekt Ernst Grönvall som radiostudio och kallades då "Karlaplansstudion". Här inspelades en lång rad radioprogram, bland annat  Frukostklubben med Sigge Fürst,  Karusellen lett av Lennart Hyland samt radioserien Lille Fridolf. I studion inspelades även The Beatles, popgrupp från Liverpool på besök i Stockholm, en radioinspelning med The Beatles gjord i studion torsdagen den 24 oktober 1963.
År 1967 när Radiohuset vid Oxenstiernsgatan hade varit i drift några år byggdes studion om till teater och biograf med namnet Maximteatern.